# Grenada i olympiska sommarspelen 1988
Grenada deltog i de olympiska sommarspelen 1988 med en trupp bestående av sex deltagare, fyra män och två kvinnor, men ingen av landets deltagare erövrade någon medalj.

## Friidrott
|Damernas maraton
- Arlene Vincent Mark — 3:25:32 (→ 62:a plats)